# Toundra côtière tchouktche
La toundra côtière tchouktche est une région écologique identifiée par le Fonds mondial pour la nature (WWF) comme faisant partie de la liste « Global 200 », c'est-à-dire considérée comme exceptionnelle au niveau biologique et prioritaire en matière de conservation. Elle regroupe deux écorégions terrestres situées en Extrême-Orient russe :
- la toundra de la péninsule tchouktche
- le désert arctique de l'île Wrangel